# Силицид диспрозия
Силицид диспрозия — бинарное неорганическое соединение
диспрозия и кремния с формулой DySi2,
ромбические кристаллы.

## Физические свойства
Силицид диспрозия образует кристаллы
ромбической сингонии,
параметры ячейки a = 0,404 нм, b = 0,395 нм, c = 1,334 нм.

## Химические свойства
Силицид диспрозия отличается высокой коррозионной стойкостью. Восьмичасовая выдержка в кипящей воде не даёт никаких изменений в весе и внешнем виде образцов. Медленно окисляется на воздухе при температуре выше 1000°.